# Lucienne Bisson
Pour les articles homonymes, voir Bisson.
Lucienne Bisson, née le 6 juillet 1881 à Paris et morte le 14 août 1965 à Neuilly-sur-Seine, est une artiste peintre française. C'est une portraitiste, paysagiste et peintre de fleurs.

## Biographie
Lucienne Marie Bisson est la fille d'Ernest Lucien Bisson, employé à l'Union générale, et de Jeanne John, mariés à Neuilly-sur-Seine en 1879. Son témoin de naissance est Édouard Louis Félix Bisson, son oncle, époux de la peintre Frédérique Vallet-Bisson. Elle épouse en 1907 Joseph Marie Antoine Belin, duquel elle divorcera en 1918. Elle vit retirée dans un appartement au 60, rue Caulaincourt à Paris jusqu'au milieu des années 1930 .
Elle expose à l'Union des femmes peintres et sculpteurs de 1902 à 1942 (prix Guérinot en 1931), au Salon des artistes français jusqu'en 1939 (mention honorable en 1932 et une médaille d'argent en 1934). Ses œuvres sont également présentées au Salon des indépendants entre 1926 et 1932, au Salon d'hiver, à l'Exposition de la Société Nationale d'Horticulture. En 1941, elle obtient le prix Rémy-Landeau. 
Elle est admise à la Fondation Galignani le 25 juillet 1963 et y décède le 14 août 1965.